# Żelazińska Góra
Żelazińska Góra – wzniesienie o wysokości 187,27 m n.p.m. na Pojezierzu Kaszubskim, położone w woj. pomorskim, w powiecie lęborskim, na obszarze gminy Cewice.
Nazwę Żelazińska Góra wprowadzono urzędowo w 1949 roku, zastępując poprzednią niemiecką nazwę Zelasinsky Berg. Według polskiej przedwojennej mapy taktycznej wysokość wzniesienia wynosi 187,2 m n.p.m. zaś według danych zawartych na „Geoportalu” 187,27 m n.p.m.
W niektórych internetowych publikacjach można spotkać błędną nazwę wzniesienia „Zielzińska Góra”.